# Osun (Bundesstaat)

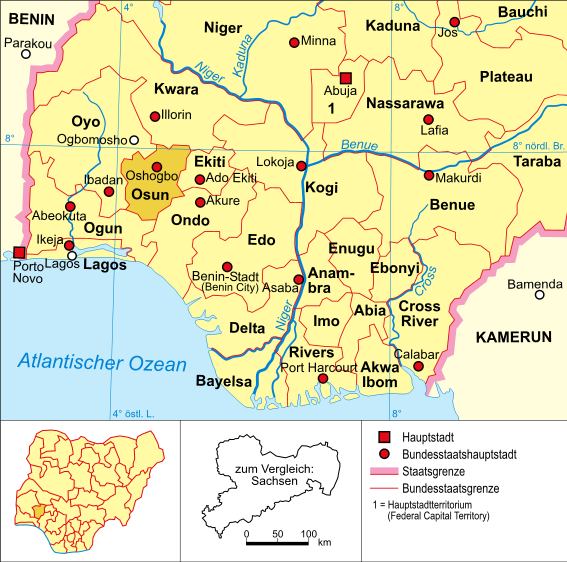
Lage von Osun in Nigeria

Osun (Ọṣun) ist ein Bundesstaat des westafrikanischen Landes Nigeria mit der Hauptstadt Oshogbo und der heiligen Stadt Ife der Yoruba.

## Geografie
Der Bundesstaat liegt im Südwesten des Landes und grenzt im Norden an den Bundesstaat Kwara, im Süden an den Bundesstaat Ogun, im Westen an den Bundesstaat Oyo, im Nordosten an den Bundesstaat Ekiti und im Südosten an den Bundesstaat Ondo.

## Geschichte
Der Bundesstaat wurde am 27. August 1991 aus einem Teil des Bundesstaates Oyo gebildet. Erster Administrator war zwischen August 1991 und Januar 1992 Lapade Ajiborisha. Der letzte Gouverneur war Olagunsoye Oyinlola. Gegenwärtiger Gouverneur ist seit 2010 Ogbeni Rauf Aregbesola.

### Liste der Gouverneure und Administratoren
- Lapade Ajiborisha (Administrator 1991–1992)
- Isiaka Adeleka (Gouverneur 1992–1993)
- Anthony Udofia (Administrator 1993–1996)
- Anthony Obi (Administrator 1996–1998)
- Theophilus Bamigboye (Administrator 1998–1999)
- Bisi Akande (Gouverneur 1999–2003)
- Olagunsoye Oyinlola (Gouverneur 2003–2010)

## Verwaltung
Der Staat gliedert sich in 30 Local Government Areas. Diese sind: Aiyedire, Atakunmosa East, Atakunmosa West, Ayedire, Boluwaduro, Boripe, Ede North, Ede South, Efe Central, Efe East, Efe North, Efe South, Egbedore, Ejigbo, Ifedayo, Ifelodun, Ila, Ilesha East, Ilesha West, Irepodun, Irewole, Isokan, Iwo, Obokun, Odo-Otin, Ola-Oluwa, Olorunda, Oriade, Orolu und Oshogbo.

## Wirtschaft

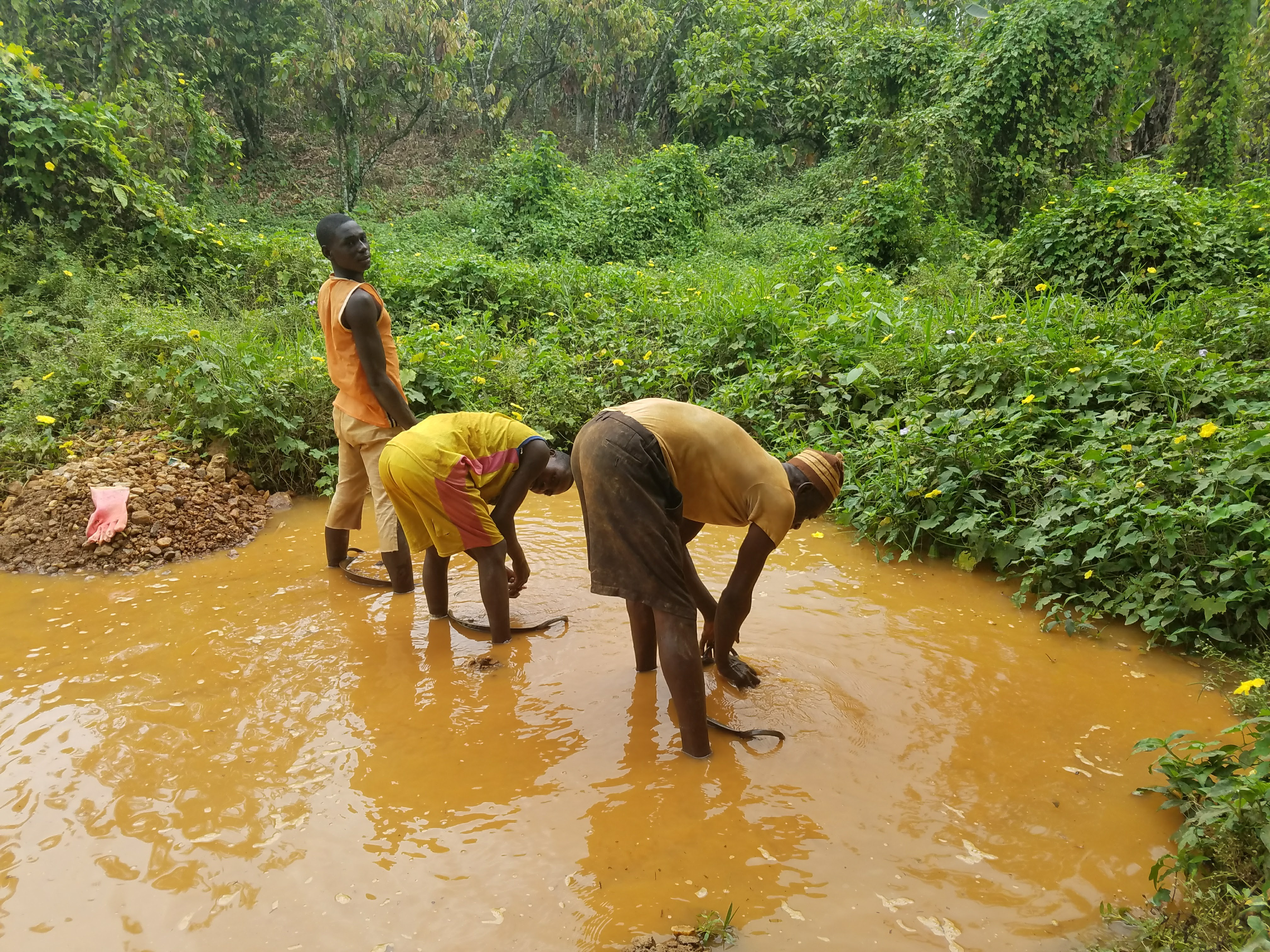
Gold suchen in Itagun

Die Landwirtschaft und der Bergbau gehören zu den wichtigsten Wirtschaftszweigen in Osun. Es werden Kakao, Kokosnüsse, Getreide, Yams, Mais, Maniok, Hirse, Bananen und Reis angebaut sowie Gold, Lehm, Kalkstein und Granit gefördert. An industriellen Gütern werden unter anderem Stahl, Werkzeugmaschinen und Erdölprodukte hergestellt.